# John Cleveland
John Cleveland (16 de junio de 1613 - 29 de abril de 1658) fue un poeta y novelista británico del siglo XVII.

## Biografía
Cleveland, hijo de un ujier de una escuela de caridad, nació en Loughborough y fue educado en la Hinckley Grammar School. Admitido en el Christ's College de Cambridge, se graduó con un título BA en 1632. En 1634 fue admitido como socio del St John's College.

## Trayectoria
En St John College, Cleveland se convirtió en conferenciante y profesor universitario de retórica. Se opuso a la elección de Oliver Cromwell como miembro del Long Parliament por la Universidad de Cambridge y perdió su condición universitaria como resultado de la crisis de 1645. Se unió a Carlos I de Inglaterra, a quien dio la bienvenida, y fue nombrado Judge Advocate at Newark. En 1646, perdió su condición de funcionario y vagó por el país en apoyo de los Realistas. En 1655 fue encarcelado en Yarmouth, pero fue liberado por Cromwell, a quien apeló. Marchó a Londres, donde vivió de sus libros y sátiras. Sus mejores trabajos son satíricos, con reminiscencias de Hudibras. Sus Poemas, considerados mediocres, fueron publicados en 1656, dos años antes de su muerte.